# Krzysztof I

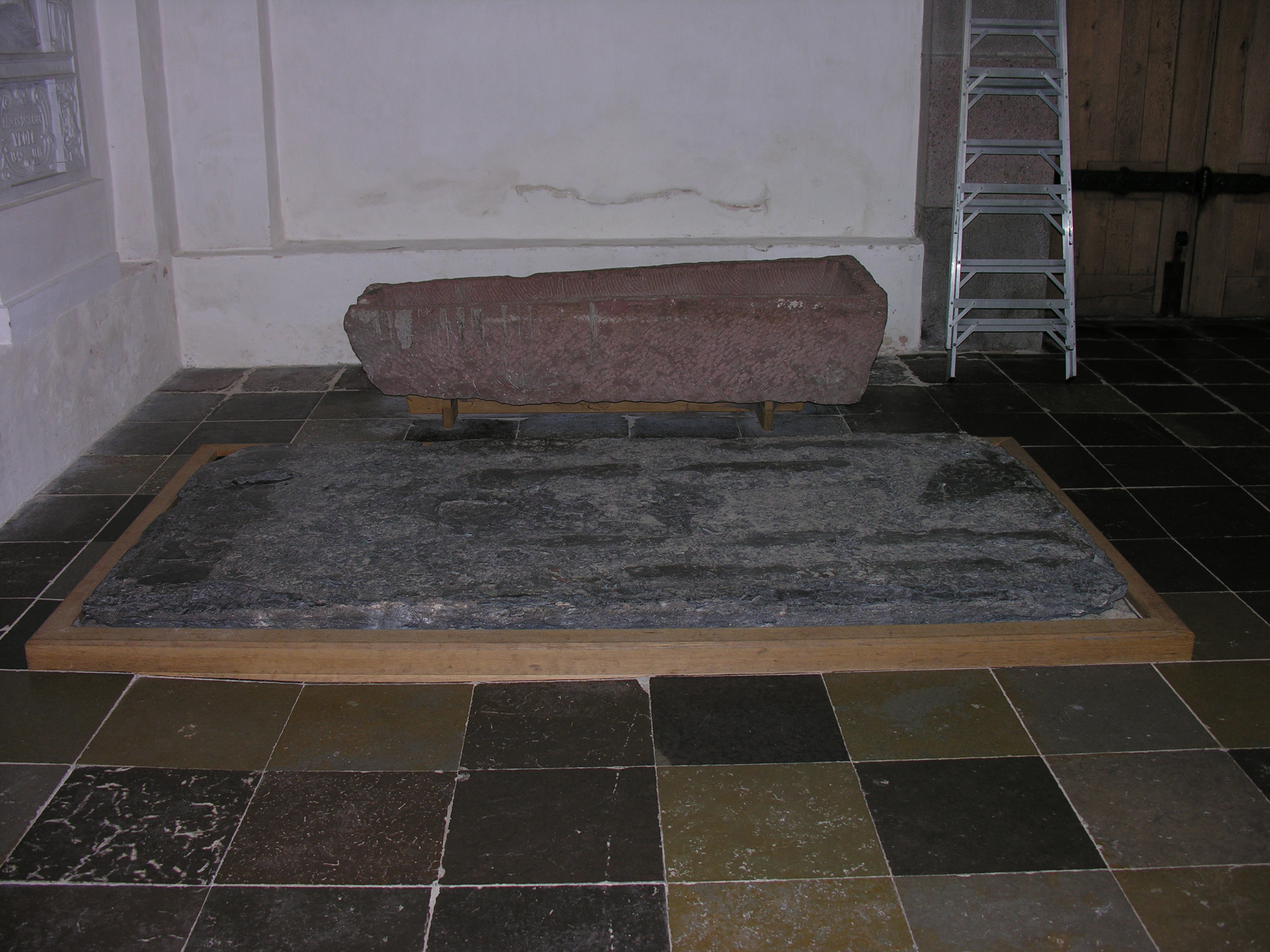
Nagrobek i sarkofag Krzysztofa I w katedrze w Ribe

Krzysztof I (ur. 1219, zm. 29 maja 1259 w Ribe) – król Danii w latach 1252–1259, syn Waldemara II Zwycięskiego, brat poprzednich królów Abla i Eryka IV zwanego Denarem od Pługa.

## Życiorys
Na podstawie testamentu ojca objął władzę nad Lollandem i Falsterem, wspólnie z bratem Ablem walczył przeciwko Erykowi IV. Abel w 1250 został królem Danii. Na następcę króla Abla wyznaczony był jego syn Waldemar (zm. 1257). Jednak w momencie śmierci Abla w 1252 trzynastoletni wówczas Waldemar nie był obecny w Danii – w drodze powrotnej ze swoich studiów w Paryżu został porwany dla okupu, przebywając w niewoli biskupa Kolonii. W tej sytuacji na tron wstąpił Krzysztof I. By utwierdzić swą władzę Krzysztof oskarżył Abla o zamordowanie króla Eryka IV, doprowadzając do pozbawienia tronu Waldemara i pozostałych małoletnich synów Abla.
Panowanie Krzysztofa I nie rozpoczęło się szczęśliwie – niemal natychmiast po jego koronacji Dania została zaatakowana od południa przez popierających młodego Waldemara holsztyńskich hrabiów. Korzystając z tego ataku i z ogólnego osłabienia ówczesnej Danii, do ataku przyłączył się król norweski Haakon IV Stary. Opanowanie sytuacji drogo kosztowało Krzysztofa: musiał on ustanowić południową Jutlandię (czyli późniejszy Szlezwik) samodzielnym hrabstwem zarządzanym przez Waldemara (choć nadal w granicach Danii). Sytuacja ta ciążyła nad historią Danii przez kolejne siedemset lat, a jej skutki są odczuwalne do dziś.
Po zawarciu porozumienia z Waldemarem Krzysztof I porządkował sprawy swego królestwa, dążąc do centralizacji i wzmocnienia władzy królewskiej i utrzymania dobrych stosunków ze Szwecją i Norwegią. Za panowania króla ukształtował się ostatecznie parlament duński (Danehof). Przez cały okres swojego panowania Krzysztof I był w konflikcie z kościołem duńskim i papieżem. Na okres rządów króla przypada konflikt z arcybiskupem Lund Jakubem Erlandsenem, który walczył o poszerzenie przywilejów i immunitetów Kościoła. Na synodzie w Vejle abp Jakub wymusił prawa, które pozwalały obłożyć królestwo Danii interdyktem w razie poszkodowania któregokolwiek z biskupów. W 1259 król uwięził arcybiskupa, co spowodowało obłożenie królestwa interdyktem, ale większość biskupów stanęła po stronie króla. Jednakże pozostali biskupi wezwali na pomoc wojska księcia Rugii Jaromara II i księcia Szlezwika Eryka, syna króla Abla. Najeźdźcy pokonali wojska królewskie, zdobyli Kopenhagę i Bornholm. Podczas przygotowań do odparcia ataku król Krzysztof zmarł w wieku czterdziestu lat w tajemniczych okolicznościach 29 maja 1259 w Ribe. Według plotek przyczyną śmierci była trucizna w winie mszalnym.
Żoną Krzysztofa I była Małgorzata Sambiria, córka Sambora II księcia tczewskiego. Mieli sześcioro dzieci: synów Eryka V Glippinga (następcę Krzysztofa na tronie), Waldemara, Nielsa oraz córki Matyldę, Małgorzatę i Ingeborgę.